# ViDoc TV
ViDoc TV – polski kanał telewizyjny o charakterze filmowo-dokumentalnym należący do Red Carpet Media Group, nadający od 2024 roku.

## Historia
W ponowionym konkursie na miejsce na ósmym multipleksie naziemnej telewizji cyfrowej (po przeniesionych na szósty multipleks TVP Kultura i TVP Kobieta) wzięła udział wyłącznie Red Carpet Media Group, która zgłosiła w konkursie dwa kanały: RCTV oraz CTV9. Krajowa Rada Radiofonii i Telewizji przyznała koncesję kanałowi CTV9. 
Testowa emisja kanału w MUX 8 rozpoczęła się 15 marca 2024 roku i nadawano na nim treści kanału RedTOP TV należącego do Red Carpet Media Group. Oficjalne nadawanie kanał rozpoczął 18 marca. Docelowo kanały CTV9 i RedTOP TV mają zostać zintegrowane w jedną stację pod nazwą ViDoc TV. 21 marca 2024 roku KRRiT podjęła uchwałę w sprawie zmiany nazwy kanału CTV9 na ViDoc TV, a kanał zaczął oficjalnie nadawać pod nową nazwą cztery tygodnie później – 18 kwietnia. (6 maja 2024 roku kanał RedTOP TV zmienił swój logotyp na ViDoc TV1).

Alternatywna wersja logo

Docelowo kanał ma mieć charakter filmowo-dokumentalny i być skierowany do odbiorców w wieku 30-80 lat. Nadawane na nim mają być filmy fabularne, seriale, filmy dokumentalne i audycje edukacyjne.
14 lutego 2025, bez wcześniejszych zapowiedzi, zawieszono naziemną emisję kanału na multipleksie ósmym (kanał nadal pozostaje dostępny w innych systemach emisji, tj. niekodowanej satelitarnej czy kablowej).

## Dostępność

### Obecnie:
- UPC / Play[12],
- Orange (ViDoc TV1)[13],
- T-Mobile Magenta TV,
- Inea